# Alloeomimus
Alloeomimus is een geslacht van wantsen uit de familie van de Miridae (Blindwantsen). Het geslacht werd voor het eerst wetenschappelijk beschreven door Odo Reuter in 1910.

## Soorten
Het genus bevat de volgende soorten:

- Alloeomimus hilaris Linnavuori, 1975
- Alloeomimus kurdus Hoberlandt, 1953
- Alloeomimus muiri Schuh, 1984
- Alloeomimus pilosus Linnavuori, 1984
- Alloeomimus salmakis Linnavuori, 1996
- Alloeomimus unifasciatus (Reuter, 1879)